# 小熊正久
小熊 正久（おぐま まさひさ、1951年11月 - ）は、日本の哲学者。主な研究対象は、現象学・フッサール。山形大学人文学部教授。

## 略歴
- 1975年 - 埼玉大学教養学部卒業。
- 1977年 - 東北大学大学院文学研究科博士前期課程修了
- 1980年 - 東北大学大学院文学研究科博士後期課程単位取得満期退学
- 1980年 - 東北大学文学部助手
- 1983年 - 山形大学専任講師
- 1987年 - 山形大学助教授
- 1997年 - 山形大学人文学部教授

## 論文
- 「フッサールにおける意味のイデア性と客観化行為の目的論」思索（学術雑誌、1978年）
- 「フッサールにおける直観と総合について」思索（学術雑誌、1979年）
- 「生きられる空間と幾何学的空間」文化（東北大学文学会）、1981年
- 「フッサールの算術の哲学における心理学的分析」、山形大学紀要人文科学篇、1985年
- 「知覚における因果関係」山形大学紀要（人文科学篇）、1986年
- 「フッサールの『算術の哲学』における計算概念」東北哲学会年報、1986年
- 「知覚における志向性と因果性」現象学年報（学術雑誌、1988年）
- 「行為における因果性」思索（学術雑誌、1989年）
- 「身体の経験」『情念の哲学』（東信堂）所収、1992年
- 「フッサールの意味と志向性」東北哲学会年報、1994年
- 「脳と身体についての覚書き」モラリア（東北大学倫理学研究会編）（学術雑誌、1996年）
- 「数と数えること―フッサールを手がかりにして」山形大学紀要（人文科学篇）、1997年
- 「スピノザとフッサールの身体論」山形大学紀要（人文科学篇）、2000年
- 「メルロ・ポンティの『行動の構造』における意識の多義性と統合について」山形大学紀要（人文科学篇）、2002年
- 「メルロ=ポンティにおける現象への還帰 『行動の構造』から『知覚の現象学』の序論へ」山形大学紀要（人文科学篇）、2003年
- 「メルロ=ポンティと幾何学」山形大学紀要（人文科学篇）、2005年
- 「最初期フッサールにおける空間思想　理念化の概念を中心として」山形大学大学院社会文化システム研究科紀要、2005年
- 「現象学と社会システム論における意味の概念」山形大学紀要（人文科学篇）、2006年
- 「初期フッサールの多様体論的空間論」東北哲学会年報、2006年
- 「フッサールとフルッサー」東北哲学会年報、2007年
- 「知覚における同一性と差異 フッサール『物と空間 講義 1907』を手がかりとして」山形大学人文学部研究年報、2008年
- 「メルロ=ポンティとバレーラ 運動的志向性と身体の概念を中心に」山形大学紀要（人文科学篇）、2009年
- 「視覚媒体としての光とその経験」山形大学人文学部研究年報、2011年
- 「像の媒体性と想像表象 フッサールの1904‐05年講義を手がかりに」山形大学人文学部研究年報、2012年
- 「フッサールにおける射映の概念 表象媒体の研究の一環として」山形大学紀要（人文科学篇）、2012年
- 「ブルーメンベルク著『コペルニクス的宇宙の生成』最終章の含意 屈地性について」山形大学大学院社会文化システム研究科紀要、2012年

## 研究内容
- 初期フッサールの幾何学思想
- メルロ=ポンティと認知科学
- 現象学および社会システム理論におけるコミュニケーション論

## 翻訳
- ヤン・パトチュカ「フッサール現象学の主観主義と「非主観的」現象学の可能性」 -『現象学の展望』（新田義弘、村井純一共編 国文社、1986年）収録
- ハンス・ブレーメンブルク『コペルニクス的宇宙の生成』（全3巻） 後藤嘉也、座小田豊共訳 法政大学出版局、2002年